# Франтішек (ладан)
Франтішек — це ім'я конуса з пахощами, що запалюється на Різдво, наприклад, у Чехії. Це палене деревне вугілля — часто використовують липу. Деревне вугілля подрібнюють і додають до нього ладан (olibanum) — смолу зі справжнього ладану (Boswellia sacra), який надає палаючому франтішеку характерний аромат.
Традиція кадіння походить з чесько-німецького прикордоння, особливо з Рудних гір, їй близько 300 років. Проте коріння воно сягає значно глибше в архаїчні часи, коли на зламі старого й нового року обкурювали й очищали житла.
Походження імені Франтішек не зовсім зрозуміле: воно тлумачиться як варіант англійського frankincense («ладан»), що походить від давньофранцузького franc encens («чистий, чистий ладан»), що походить від латинського incēnsum («те, що горить»);, проте пряма передача з англійської є малоймовірною, а передача іншою мовою невизначена; Таким чином Їржі Рейзек схиляється до того, що це оригінальне чеське ім'я, мотивоване формою, що нагадує чернечий капюшон францисканців.

## Пов'язані статті
- Пурпура